# Монфран
Монфра́н (фр. и окс. Montfranc) — коммуна во Франции, находится в регионе Окситания. Департамент — Аверон. Входит в состав кантона Сен-Сернен-сюр-Ранс. Округ коммуны — Мийо.
Код INSEE коммуны — 12152.
Коммуна расположена приблизительно в 560 км к югу от Парижа, в 95 км восточнее Тулузы, в 60 км к югу от Родеза.

## Население
Население коммуны на 2008 год составляло 133 человека.
| 1962 | 1968 | 1975 | 1982 | 1990 | 1999 | 2008 |
| ---- | ---- | ---- | ---- | ---- | ---- | ---- |
| 174  | 181  | 154  | 168  | 158  | 135  | 133  |

## Экономика
В 2007 году из 91 человека в трудоспособном возрасте (15—64 лет) 68 были экономически активными, 23 — неактивными (показатель активности — 74,7 %, в 1999 году было 65,3 %). Из 68 активных работали 68 человек (38 мужчин и 30 женщин), безработных не было. Среди 23 неактивных 5 человек были учениками или студентами, 9 — пенсионерами, 9 были неактивными по другим причинам.